# Hysterium wallrothii
Hysterium wallrothii är en svampart som beskrevs av Duby 1862. Hysterium wallrothii ingår i släktet Hysterium och familjen Hysteriaceae.   Inga underarter finns listade i Catalogue of Life.